# マルガレーテ・フォン・エスターライヒ (1346-1366)
マルガレーテ・フォン・エスターライヒ（ドイツ語：Margarete von Österreich, 1346年 - 1366年11月14日）は、オーストリア公アルブレヒト2世とヨハンナ・フォン・プフィルトの娘。

## 生涯
マルガレーテは幼少期にチロル女伯マルガレーテの息子マインハルト3世と婚約し、1359年9月4日に2人の結婚式が行われた。1361年以降、マインハルト3世は母マルガレーテの共同統治者となったが、2年後の1363年6月13日に死去した。この結婚で子供は生まれなかった。
マインハルト3世の死から8か月後の1364年2月、マルガレーテはボヘミア王ヨハン・フォン・ルクセンブルクの息子モラヴィア辺境伯ヨハン・ハインリヒと再婚した。ヨハン・ハインリヒはマルガレーテの最初の夫の母チロル女伯マルガレーテの最初の夫であったが、虚弱で無能を理由に結婚を解消された。ただし、その後を考慮すると、これらの理由は不当なものであったといえる。ヨハン・ハインリヒにとって、マルガレーテは3番目の妃であった（最初がチロル女伯マルガレーテ、2番目がマルガレーテ・フォン・ラーティボーア）。この結婚でも子供は生まれなかった。
マルガレーテは1366年11月14日に20歳で死去した。再婚から3年経っていなかった。ブルノの聖トマス教会に埋葬され、後に2度目の夫ヨハン・ハインリヒもここに埋葬された。

## 参考文献

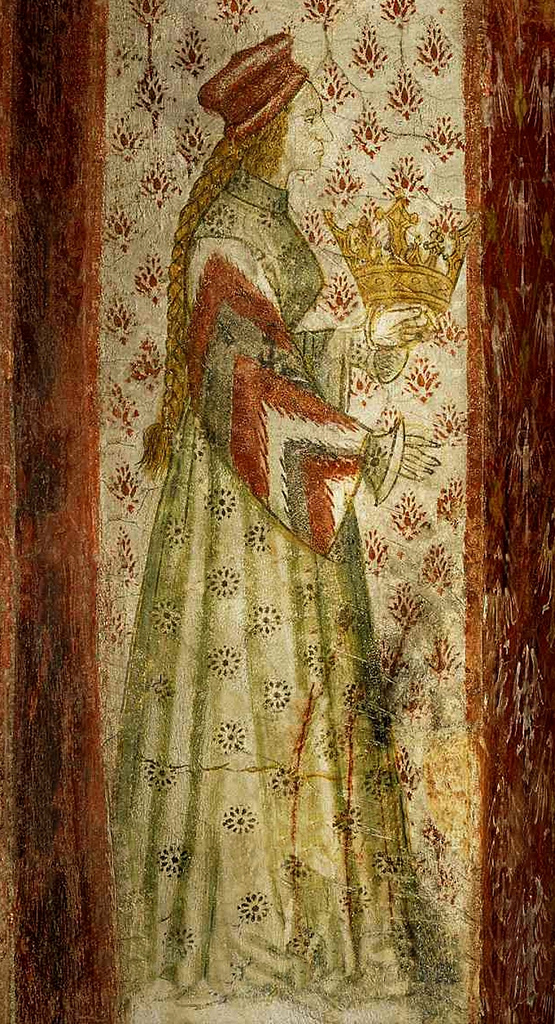
チロル伯妃マルガレーテ